# Logis de la Grande Jaillerie
Le Logis de la Grande Jaillerie est un château français situé à Daon, dans le département de la Mayenne et la région des Pays de la Loire. 

## Désignation
- J. de la Gualerie, 1247 (Chartrier de l'Abbaye de la Roë, vol. 53, f. 104).
- L'Abbé Angot indique que l'on prononce aussi Jallerie.

## Histoire
Il s'agit d'une maison de maître du XVIIIe siècle avec avenue de 300 mètres conduisant à la route de Cherré. Jacques Percher, domestique chez René Bertron, âgé de 19 ans, un des jeunes gens qui, avec Joseph-Juste Coquereau, avaient suivi les Vendéens, fut condamné à mort pendant la Terreur à Angers par la Commission Proust le 11 décembre 1793. Marie Pertué, fille d'un fermier, suspecte de favoriser les Chouans, fut incarcérée le 13 juillet 1794.

## Sources et bibliographie
- « Logis de la Grande Jaillerie », dans Alphonse-Victor Angot et Ferdinand Gaugain, Dictionnaire historique, topographique et biographique de la Mayenne, Laval, A. Goupil, 1900-1910 [détail des éditions] (BNF 34106789, présentation en ligne)